# Brušenje dijamanata
Brušenje dijamanata je postupak kojim se sirovi nebrušeni dijamant pretvara u fasetirani dragi kamen. Izvođenje ovog postupka zahtijeva posebna znanja, alate i opremu, te tehnike.
Prva obrtnička udruga brusača dijamanata utemeljena je 1375. godine u Nürnbergu, u Njemačkoj. U to vrijeme nastaju i različiti načini brušenja. Kod dijamanata ovo se prije svega odnosi na oblik (četvrtasti, ovalni, kružan itd.). Zatim je vrlo važna i kvaliteta izvedbe brušenja, jer cijena samog kamena najviše zavisi o kvaliteti provedbe ovog postupka. Kako je dijamant jedan od najtvrđih materijala u ove se svrhe koriste posebni dijamantom prevučeni alati koji se koriste za rezanje i brušenje. Prvi važniji korak u razvoju brušenja je "Point Cut" nastao tijekom druge polovice 14. stoljeća. Taj način brušenja kamena slijedi prirodni oktahedralni oblik sirovih kristala dijamanta, te se pri ovom načinu gubi minimum skupocjenog materijala.
Brušenje je dijamanta nejvećim dijelom koncentrirano na nekoliko vodećih lokacija, to su prije svega Antwerpen, Tel Aviv i Dubai, odakle se neobrađeno kamenje šalje na završnu obradu u Indiju (Surat) i Kinu (Guangzhou i Shenzen).